# Bo Ericson (Leichtathlet)
Bo Evert Ericson (* 28. Januar 1919 in Västra Frölunda, Göteborg; † 14. Februar 1970 in Karlstad) war ein schwedischer Leichtathlet. Bei einer Körpergröße von 1,88 m betrug sein Wettkampfgewicht 103 kg.
Bereits 1941 stellte Ericson mit 56,66 m seinen ersten schwedischen Rekord im Hammerwurf auf. In den folgenden zehn Jahren gehörte er konstant zur Spitze der schwedischen Hammerwerfer. 1945 führte Ericson die Weltbestenliste mit 56,04 man. Bei den Europameisterschaften 1946 in Oslo gewann er mit 56,44 m und 2,90 Metern Vorsprung auf seinen Landsmann Eric Johansson den Titel. 1947 warf er mit 57,19 m seinen letzten schwedischen Rekord, der bis 1955 bestehen sollte.
Bei den Olympischen Spielen 1948 in London wurde er mit 52,98 m und 75 Zentimetern Rückstand auf den Bronzeplatz Sechster. Von 1947 bis 1951 gewann er jedes Jahr den schwedischen Meistertitel, nahm aber nicht mehr an den Europameisterschaften 1950 teil.